# Methylamine

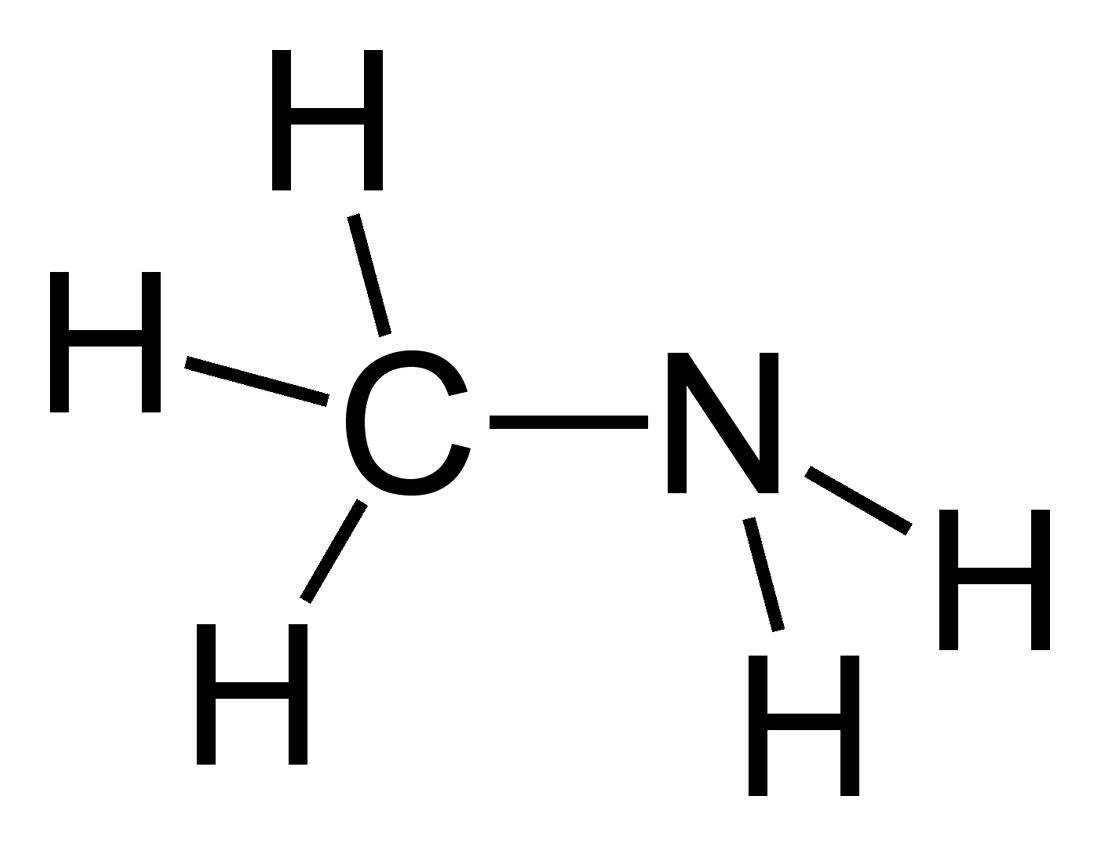
Formule van monomethylamine

Methylamines is de verzamelnaam voor de eenvoudigste alkylamines, met één, twee of drie methylgroepen:
- monomethylamine (CAS-nummer 74-89-5): H3C-NH2
- dimethylamine (CAS-nummer 124-40-3): (H3C)2NH
- trimethylamine (CAS-nummer 75-50-3): (H3C)3N

## Synthese
De commerciële productie van methylamines gebeurt hoofdzakelijk door de reactie van methanol met ammoniak bij verhoogde druk en temperatuur, op een vaste katalysator (het zogenaamde Leonard-proces). Bij deze evenwichtsreactie wordt een mengsel van de drie methylamines, MMA - DMA - TMA, plus water gevormd. Dit mengsel wordt na de reactie gescheiden door middel van destillatie. Ammoniak wordt in overmaat gebruikt om het evenwicht naar rechts te doen verschuiven:
{\displaystyle {\ce {6CH3OH + 3NH3 <=> H3C-NH2 + (H3C)2NH + (H3C)3N + 6H2O}}}
Naast methanol kan ook dimethylether gebruikt worden als reagens. In plaats van water wordt er dan methanol gevormd.
Een typische katalysator is alumina (aluminiumoxide) op silicagel.
Methylamines worden onder meer geproduceerd door AkzoNobel in Delfzijl (Nederland), door Taminco (voorheen UCB) in Gent (België) en door BASF in Antwerpen en Ludwigshafen.

## Toepassingen
Methylamines zijn basischemicaliën waarmee vele andere tussenproducten en eindproducten worden gevormd, o.a. explosieven, oppervlakteactieve stoffen en detergenten, bestrijdingsmiddelen (herbiciden, fungiciden, insecticiden), oplosmiddelen, katalysatoren, farmaceutische stoffen zoals amfetamine en kleurstoffen.

## Afgeleiden
Afgeleide producten van methylamines zijn:
DMAc
Dimethylaceetamide. Gevormd na reactie van DMA en azijnzuur. Bij de reactie worden de nevenproducten MMAc (monomethylaceetamide) en DMF (dimethylformamide) gevormd.
DIMLA
Dimethyllaurylamine (70% dodecyldimethylamine, 30% tetradecyldimethylamine) wordt gevormd door reactie van DMA met radianol (vetalcohol).
DMAE
2-Dimethylaminoethanol

## Eigenschappen
Elk van de methylamines is in normale omstandigheden een kleurloos, brandbaar gas. Ze hebben een onaangename visgeur en een zeer lage geurdrempel (minder dan 1 ppb voor trimethylamine). Ze zijn zeer licht ontvlambaar en kunnen een explosief mengsel vormen in lucht.
Kortstondige blootstelling aan een lage concentratie van methylamines (tot 100 ppm) veroorzaakt irritaties aan de neus en de keel. Hogere concentraties kunnen leiden tot hoesten, niezen, misselijkheid en braken, benauwdheid, buikkrampen en diarree en zelfs longschade.
Blootstelling aan hoge concentraties gaan gepaard met érg prikkende ogen, en het "blokkeren" van de ademhaling door de zeer sterke ammoniakgeur en -smaak. Blootstelling aan een straal of spuitnevel kan ernstige brandwonden veroorzaken op de huid.